# Ruta Huesca-Vitoria
La Ruta Huesca-Vitoria conecta Huesca con Vitoria por medio de Navarra. La nomenclatura es autonómica, pero entre Navarra y Zaragoza hay un tramo con la N-240.

## Recorrido
| Denominación                                                         | Kilómetro | Salida                              | Carretera                           | Dirección                           |
| -------------------------------------------------------------------- | --------- | ----------------------------------- | ----------------------------------- | ----------------------------------- |
| A-132                                                                | 0         | Travesía de Huesca                  | Travesía de Huesca                  | Travesía de Huesca                  |
| A-132                                                                | 0         |                                     | N-330                               | Jaca Candanchú                      |
| A-132                                                                | 0         |                                     | N-330                               | Zaragoza Teruel                     |
| A-132                                                                | 1         |                                     | A-23                                | Jaca Candanchú                      |
| A-132                                                                | 1         |                                     | A-23                                | Zaragoza Teruel                     |
| A-132                                                                | 4         |                                     | HU-V-3141                           | Chimillas Banastás                  |
| A-132                                                                | 4         | Travesía de Alerre                  | Travesía de Alerre                  | Travesía de Alerre                  |
| A-132                                                                | 13        | Travesía de Esquedas                | Travesía de Esquedas                | Travesía de Esquedas                |
| A-132                                                                | 14        |                                     | A-1206                              | Bolea                               |
| A-132                                                                | 14        |                                     | A-1207                              | Lupiñén                             |
| A-132                                                                | 16        | Travesía de Plasencia del Monte     | Travesía de Plasencia del Monte     | Travesía de Plasencia del Monte     |
| A-132                                                                | 19        |                                     |                                     | Quinzano                            |
| A-132                                                                | 22        |                                     |                                     | Los Corrales                        |
| A-132                                                                | 24        |                                     |                                     | Fontellas                           |
| A-132                                                                | 27        | Travesía de Ayerbe                  | Travesía de Ayerbe                  | Travesía de Ayerbe                  |
| A-132                                                                | 27        |                                     | A-135                               | Ejea de los Caballeros              |
| A-132                                                                | 27        |                                     | A-1206                              | Loarre                              |
| A-132                                                                | 27        |                                     | A-1202                              | Biel                                |
| A-132                                                                | 35        |                                     |                                     | Riglos                              |
| A-132                                                                | 36        |                                     | HU-534                              | Agüero                              |
| A-132                                                                | 37        | Travesía de Murillo de Gállego      | Travesía de Murillo de Gállego      | Travesía de Murillo de Gállego      |
| A-132                                                                | 45        |                                     | A-1205                              | Yeste                               |
| A-132                                                                | 46        |                                     | A-1205                              | Triste                              |
| A-132                                                                | 51        |                                     |                                     | Salinas de Jaca                     |
| A-132                                                                | 52        |                                     |                                     | Villalangua                         |
| A-132                                                                | 64        |                                     | A-2602                              | Larués                              |
| A-132                                                                | 64        |                                     |                                     | Bailo                               |
| A-132                                                                | 68        |                                     |                                     | Arrés                               |
| A-132                                                                | 70        |                                     | N-240                               | Jaca Sabiñánigo                     |
| N-240                                                                | 71        |                                     | A-176                               | Ansó                                |
| N-240                                                                | 71        | Travesía de Puente la Reina de Jaca | Travesía de Puente la Reina de Jaca | Travesía de Puente la Reina de Jaca |
| N-240                                                                | 71        |                                     |                                     | Sta. Engracia de Jaca               |
| N-240                                                                | 79        |                                     | A-1602                              | Berdún                              |
| N-240                                                                | 79        |                                     |                                     | Martes                              |
| N-240                                                                | 84        |                                     |                                     | Fago                                |
| N-240                                                                | 84        |                                     | A-21                                | Sangüesa Pamplona                   |
| N-240                                                                | 87        |                                     |                                     | Asso-Veral                          |
| N-240                                                                | 93        |                                     | A-1601                              | Ruesta                              |
| N-240                                                                | 95        |                                     | A-137                               | Burgui                              |
| N-240                                                                | 97        |                                     | A-21                                | Jaca Sabiñánigo                     |
| N-240                                                                | 105       |                                     | A-21                                | Sangüesa Pamplona                   |
| Frontera Provincia de Zaragoza (Aragón) - Comunidad Foral de Navarra |           |                                     |                                     |                                     |
| NA-2420                                                              | 111       | Travesía de Yesa                    | Travesía de Yesa                    | Travesía de Yesa                    |
| NA-2420                                                              | 113       |                                     | NA-2420                             | Liédena Pamplona                    |
| NA-5410                                                              | 118       |                                     | NA-5411                             | Javier                              |
| NA-5410                                                              | 125       |                                     | NA-5410                             | Sangüesa                            |
| NA-5410                                                              | 125       |                                     | NA-127                              | Sos del Rey Católico                |
| NA-127                                                               | 127       |                                     | NA-127                              | Liédena Pamplona                    |
| NA-8603                                                              | 128       |                                     | NA-5401                             | Rocaforte                           |
| NA-132                                                               | 128       |                                     | NA-8603                             | Sangüesa                            |
| NA-132                                                               | 130       |                                     | NA-8606                             | Aibar                               |
| NA-132                                                               | 131       |                                     | NA-534                              | Cáseda                              |
| NA-132                                                               | 132       |                                     | NA-8606                             | Aibar                               |
| NA-132                                                               | 135       |                                     | NA-5140                             | Sada                                |
| NA-132                                                               | 138       |                                     | NA-5320 NA-5141                     | Ayesa Gallipienzo                   |
| NA-132                                                               | 141       |                                     | NA-8605                             | Eslava                              |
| NA-132                                                               | 143       |                                     | NA-8605                             | Eslava                              |
| NA-132                                                               | 145       | Travesía de Lerga                   | Travesía de Lerga                   | Travesía de Lerga                   |
| NA-132                                                               | 149       |                                     | NA-5110                             | Garinoáin                           |
| NA-132                                                               | 153       |                                     | NA-5310                             | Ujué                                |
| NA-132                                                               | 153       | Travesía de San Martín de Unx       | Travesía de San Martín de Unx       | Travesía de San Martín de Unx       |
| NA-132                                                               | 153       |                                     | NA-5300                             | Olite                               |
| NA-132                                                               | 163       | Travesía de Tafalla                 | Travesía de Tafalla                 | Travesía de Tafalla                 |
| NA-132                                                               | 164       |                                     | NA-8607                             | Pueyo                               |
| NA-8607                                                              | 164       |                                     | NA-8607                             | Olite                               |
| NA-132                                                               | 165       |                                     | NA-6030                             | Artajona                            |
| NA-132                                                               | 166       |                                     | NA-6140                             | Miranda de Arga                     |
| NA-132                                                               | 176       |                                     | NA-6100                             | Miranda de Arga                     |
| NA-132                                                               | 176       |                                     | NA-6020                             | Artajona                            |
| NA-132                                                               | 179       |                                     | NA-601                              | Obanos                              |
| NA-132                                                               | 179       |                                     | NA-601                              | Lerín                               |
| NA-132                                                               | 184       |                                     | NA-6031                             | Andión                              |
| NA-132                                                               | 191       |                                     | NA-8403                             | Oteiza                              |
| NA-132                                                               | 192       |                                     | NA-8403                             | Oteiza                              |
| NA-132                                                               | 196       |                                     | A-12                                | Puente la Reina Pamplona            |
| NA-132                                                               | 196       |                                     | A-12                                | Viana Logroño                       |
| NA-132                                                               | 197       |                                     | NA-6095                             | Villatuerta                         |
| NA-132                                                               | 198       |                                     | NA-1110                             | Lorca                               |
| NA-1110                                                              | 203       | Travesía de Estella                 | Travesía de Estella                 | Travesía de Estella                 |
| NA-1110                                                              | 205       |                                     | NA-1110                             | Ayegui                              |
| NA-120                                                               | 206       |                                     | NA-120                              | Abárzuza                            |
| NA-132-A                                                             | 208       |                                     | NA-718                              | Baquedano                           |
| NA-132-A                                                             | 209       |                                     |                                     | Arbeiza                             |
| NA-132-A                                                             | 209       | Travesía de Zubielqui               | Travesía de Zubielqui               | Travesía de Zubielqui               |
| NA-132-A                                                             | 213       |                                     | NA-132-B                            | Igúzquiza                           |
| NA-132-A                                                             | 213       |                                     | NA-7452                             | Labeaga                             |
| NA-132-A                                                             | 214       |                                     | NA-7310                             | Zufía                               |
| NA-132-A                                                             | 217       | Travesía de Murieta                 | Travesía de Murieta                 | Travesía de Murieta                 |
| NA-132-A                                                             | 218       |                                     | NA-7451                             | Abáigar                             |
| NA-132-A                                                             | 218       |                                     | NA-7293                             | Ollobarren                          |
| NA-132-A                                                             | 219       |                                     | NA-7244                             | Mendilibarri                        |
| NA-132-A                                                             | 221       | Travesía de Ancín                   | Travesía de Ancín                   | Travesía de Ancín                   |
| NA-132-A                                                             | 221       |                                     | NA-7293                             | Ollogoyen                           |
| NA-132-A                                                             | 221       |                                     | NA-6340                             | Legaria                             |
| NA-132-A                                                             | 226       | Travesía de Acedo                   | Travesía de Acedo                   | Travesía de Acedo                   |
| NA-132-A                                                             | 226       |                                     | NA-7240                             | Galbarra                            |
| NA-132-A                                                             | 226       |                                     | NA-129                              | Mendaza                             |
| NA-132-A                                                             | 232       |                                     | NA-7191                             | Zúñiga                              |
| Frontera Comunidad Foral de Navarra - Álava (Euskadi)                |           |                                     |                                     |                                     |
| A-132                                                                | 235       |                                     | A-4161                              | Orbiso                              |
| A-132                                                                | 236       |                                     | A-2128                              | Oteo                                |
| A-132                                                                | 236       | Travesía de Santa Cruz de Campero   | Travesía de Santa Cruz de Campero   | Travesía de Santa Cruz de Campero   |
| A-132                                                                | 237       |                                     | A-126                               | Genevilla                           |
| A-132                                                                | 242       | Travesía de Antoñana                | Travesía de Antoñana                | Travesía de Antoñana                |
| A-132                                                                | 242       |                                     | A-3136                              | Bujanda                             |
| A-132                                                                | 246       | Travesía de Atauri                  | Travesía de Atauri                  | Travesía de Atauri                  |
| A-132                                                                | 249       | Travesía Arraya-Maetsu              | Travesía Arraya-Maetsu              | Travesía Arraya-Maetsu              |
| A-132                                                                | 249       |                                     | A-4124                              | Corres                              |
| A-132                                                                | 249       |                                     | A-3114                              | Zekuiano                            |
| A-132                                                                | 251       | Travesía de Birgara                 | Travesía de Birgara                 | Travesía de Birgara                 |
| A-132                                                                | 252       |                                     | A-4122                              | Apinanitz                           |
| A-132                                                                | 256       | Travesía de Azazeta                 | Travesía de Azazeta                 | Travesía de Azazeta                 |
| A-132                                                                | 261       | Travesía de Egileta                 | Travesía de Egileta                 | Travesía de Egileta                 |
| A-132                                                                | 261       |                                     | A-3112                              | Erentxun                            |
| A-132                                                                | 266       |                                     | A-4107                              | Zerio                               |
| A-132                                                                | 266       |                                     | A-4119                              | Aberásturi                          |
| A-132                                                                | 267       |                                     | A-2130                              | Otazu                               |
| A-132                                                                | 267       | Travesía de Vitoria                 | Travesía de Vitoria                 | Travesía de Vitoria                 |

- Datos: Q30908980